# Veronica Giacomel
Veronica Giacomel (Motta di Livenza, 28 dicembre 1993) è un'ex pallavolista italiana, di ruolo libero.

## Carriera
La carriera di Veronica Giacomel inizia nel 2008 quando entra a far parte del Pool Piave, in Serie C: nella stagione 2009-10 viene promossa in prima squadra, in Serie B1, dove rimane per tre annate. Nella stagione 2012-13 passa alla Beng Rovigo, sempre in Serie B1, con cui conquista la promozione in Serie A2, categoria dove milita nella stagione successiva con la stessa società.
Nell'annata 2014-15 viene ingaggiata dalla Robur Tiboni Urbino, facendo il suo esordio in Serie A1, tuttavia torna nella terza divisione nazionale già nell'annata successiva, vestendo la maglia della Nettuno di Montella.
Dopo un biennio in Campania, per la stagione 2017-18 si trasferisce alla Don Colleoni di Trescore Balneario, sempre in Serie B1, mentre dall'annata seguente indossa la casacca della Florens Vigevano, ancora una volta in B1.
Nell'estate 2020 annuncia il proprio ritiro.